# Koncentracja (gospodarka)
Koncentracja – termin obejmujący różne typy transakcji w zakresie łączenia przedsiębiorstw, takie jak fuzje, nabycia, przejęcia oraz pewne rodzaje wspólnych przedsięwzięć.
Koncentracja to w ekonomii proces zwiększania siły rynkowej przedsiębiorstw. Przy innych czynnikach niezmienionych można oczekiwać, że wzrostowi koncentracji będzie towarzyszył wzrost cen oraz zysków przedsiębiorstw. 
Wysoki poziom koncentracji może wskazywać na niski poziom konkurencji na rynku. Do określenia poziomu koncentracji rynku wykorzystuje się m.in. wskaźnik Herfindahla-Hirschmana.